# رحیم‌آباد (تربت جام)
رحیم‌آباد یک روستا در ایران است که در بخش مرکزی شهرستان تربت جام در استان خراسان رضوی واقع شده‌است.

## جمعیت
این روستا در دهستان میان‌جام قرار دارد و براساس سرشماری مرکز آمار ایران در سال ۱۳۸۵، جمعیت آن ۴۶۶ نفر (۹۵ خانوار) بوده‌است.